# Thesenvitz
Thesenvitz is een plaats en voormalige gemeente in de Duitse deelstaat Mecklenburg-Voor-Pommeren, en maakt deel uit van de stad Bergen auf Rügen in het district Rügen.